# Linstead
Linstead – miasto na Jamajce. W 1991 roku liczba mieszkańców wynosiła 14.144. Rozwinięty przemysł aluminiowy.